# Саарду
Са́арду (ест. Saardu küla) — село в Естонії, у волості Рідала повіту Ляенемаа.

## Населення
Чисельність населення на 31 грудня 2011 року становила 3 особи.

## Географія
Село розташоване на півострові Пуйзе (Puise poolsaar) на березі затоки Матсалу (Matsalu laht) у протоці Вяйнамері.

## Історія
З 1998 року село відновлено як окремий населений пункт.